# Silenzio (Sottotono)
Silenzio è un singolo del gruppo rap italiano Sottotono, pubblicato nel 1995 dall'etichetta Vox Pop e distribuito dalla Flying Records.

## Descrizione
Il brano Ciaomiaobau (Chronic Remix) verrà incluso nella raccolta Nati per rappare vol. 2, pubblicata nello stesso anno. Questa versione differisce dall'originale, oltre che per la base, anche per il testo, qui rappato esclusivamente da Tormento, in seguito all'abbandono di Nega avvenuto in quell'anno.

## Tracce
Testi di M. Cellamaro eccetto dove indicato, musiche di M. Dagani.
1. Silenzio (Remix) – 5:13
2. Silenzio (Radio edit) – 3:30
3. Ciaomiaobau (Chronic remix) – 5:10 (testo: M. Cellamaro, M. Bottacin)
4. ...Silenzio – 5:00